# Keltogermanen
Keltogermanen ist ein in der Fachwissenschaft nicht verwendeter Begriff für ein Volk bzw. eine „Rasse“, die angeblich eine Mischung aus Germanen und Kelten gewesen und im süddeutschen Raum, aber auch im Elsass, in der Schweiz und in Österreich ansässig gewesen sei.
Die Wortneuschöpfung, die anders als beispielsweise Keltoskythen nicht in der antiken Ethnographie belegt ist, wurde insbesondere im 19. und in der ersten Hälfte des 20. Jahrhunderts von Rassekundlern wie zum Beispiel Houston Stewart Chamberlain benutzt. Heute wird der Begriff lediglich noch von Personen der extremen politischen Rechten sowie von  Pseudowissenschaftlern, die sich selbst als „Chronologiekritiker“ bezeichnen, verwendet.